# Peralveche
Peralveche è un comune spagnolo di 70 abitanti situato nella comunità autonoma di Castiglia-La Mancia.
Il comune comprende la località disabitata di Villaescusa de Palositos.